# IC 3531
IC 3531 је галаксија у сазвјежђу Береникина коса која се налази на листи објеката дубоког неба у Индекс каталогу.
Деклинација објекта је + 26° 37' 36" а ректасцензија 12h 34m 56,6s. Привидна величина (магнитуда) објекта IC 3531 износи 15,2 а фотографска магнитуда 16,2.